# خوسيه آي. لوزانو
خوسيه آي. لوزانو (بالإنجليزية: José I. Lozano)‏ هو ناشر أمريكي، ولد في 1954.